# South Bend (Washington)
South Bend ist eine City im Pacific County im US-Bundesstaat Washington. Es ist der Verwaltungssitz des Countys und hatte bei der Volkszählung von 2020 1.746 Einwohner nach 1.637 Einwohnern zehn Jahre zuvor. Der Ort liegt an der Mündung des Willapa Rivers in die Willapa Bay an der Pazifikküste und bezeichnet sich als Oyster Capital of the World („Austernhauptstadt der Welt“).

## Geschichte

### Frühgeschichte
Der untere Willapa River weist frühe Siedlungsspuren auf. In historischer Zeit siedelten hier die Willapa Chinook (auch Shoalwater Chinook) in mehreren Dörfern am Fluss, eines davon stand dort, wo heute South Bend steht. Nach Edward Curtis hieß es Tshélso, was ‚kleiner, sandiger Ort‘ bedeutet.
Eine kurze Portage trennte die Willapa Bay von den größeren Chinook-Dörfern am Columbia River. Hinzu kamen Lower Chehalis aus dem Norden, die in engen Beziehungen zu den Chinook standen.
Chinook und Lower Chehalis arbeiteten mit weißen Amerikanern beim Austernfang zusammen. Sie verkauften ihren Fang in San Francisco. Der Gouverneur des Territoriums Isaac Stevens verhandelte im Februar 1855 mit Quinault, Queet, Lower Chehalis, Upper Chehalis, Shoalwater Bay, Chinook und Cowlitz beim sogenannten Chehalis River Treaty Council (heute Cosmopolis). Sie weigerten sich jedoch, in ein Reservat zu ziehen.

### Reservat
Obwohl es in der Folge zu keinem Abtretungsvertrag ihrer Gebiete kam, drängten Siedler an den Willapa River. Um den Indianern Land zu sichern, veranlasste am 22. September 1866 Präsident Andrew Johnson die Einrichtung eines Reservats, nämlich der Shoalwater Bay Tribes Reservation. Sie umfasste allerdings nur 335 Acre bei Tokeland für die Lower Chehalis und die Willapa Chinook, die an der Willapa Bay lebten. Viele von ihnen zogen jedoch nicht ins Reservat, sondern folgten weiterhin ihrer jahreszyklischen Wanderung. 

### Weiße Siedler
Der erste weiße Siedler in South Bend kam praktisch unmittelbar nach der Einrichtung des Reservats an. Die Lower Chinook und die Lower Chehalis blieben an der Willapa Bay, einige zogen in die Shoalwater Bay Tribes Indian Reservation bei Tokeland, die meisten jedoch zogen es vor, nicht im Reservat zu leben.
Mit den entsprechenden Gesetzen im Rücken besetzten immer neue Siedler das Land (Donation Land Act und Homestead Act). Neben Land- und Viehwirtschaft lockte der schnelle Gewinn aus dem Holzeinschlag im Gemäßigten Regenwald. Riesenlebensbäume, Douglasien und Westamerikanische Hemlocktannen bedeckten noch rund 90 % des Landes. Noch in den 1870er Jahren bezeichneten sich die Bewohner meist als Farmer oder Austernmänner. Hinzu kamen Beschäftigungsmöglichkeiten an der Mühle von John und Valentine S. Riddell, die 1868 an der Stelle des heutigen Helen Davis Parks entstand.
Die erste Schule entstand am Nob Hill, westlich der Mühle, im Jahr 1875, ebenso wie die erste Post. Der Ort erhielt seinen Namen nach einem großen Knie oder einer Biegung (bend) im Willapa River. 

### Dampfboote, Industrialisierung, Eisenbahnanschluss
1875 nahm ein erstes Dampfboot seinen Betrieb an der Willapa Bay auf. Ab 1889 konnte man nach Ilwaco mit der Ilwaco Railroad and Steam Navigation Company fahren.
1881 wurde erstmals industriell Lachs verarbeitet, 1887 eröffnete die Reeves-Brüder eine cannery am Nordufer des Flusses, genauer an The Narrows, am oberen Ende des namengebenden Flussknies.
1889 gründeten Kapitalgeber die South Bend Land Company. Sie erwarben rund 2000 Acre Land. Sie sagten einen Teil des Landes der Northern Pacific Railway gegen Garantien zu, dass South Bend mit der Eisenbahnlinie Tacoma – Portland verbunden wird. Am 1. April 1890 wurde Land für 70.000 Dollar an einem einzigen Tag verkauft. Zwischen 1889 und 1894 wuchs die Bevölkerungszahl von 150 auf 3.500.

### Erhebung zur Stadt, Kanalbau, Highwayanschluss
Bereits am 9. September 1890 wurde die Stadt inkorporiert, erster Bürgermeister wurde George U. Holcomb von der South Bend Land Company. 1893 entstand eine verkürzte Anbindung ans Eisenbahnnetz, doch der Sitz des Countys war immer noch in Oysterville auf der Long Beach Peninsula. Obwohl die Entscheidung zugunsten von South Bend ausfiel, weigerte sich Oysterville, Akten und Siegel herauszurücken. Daraufhin fuhren zwei Boote voller Männer in den Ort und holten diese gewaltsam.
Trotz dieser Erfolge begannen die Grundstückspreise zu fallen, ebenso wie die Steuerschätzung, die von 2,5 Millionen im Jahr 1891 auf 1,7 Millionen im folgenden Jahr fiel. Die Panik von 1893 ließ die Wirtschaft stillstehen, 1895 lag die Schätzung nur noch bei 414.320 Dollar. Symptomatisch ist das Hotel Willapa, das kurz zuvor von der Northern Land Band Development Company errichtete 400-Zimmer-Hotel. Es wurde nie eröffnet und musste 1919 abgerissen werden.
Der Army Corps of Engineers grub einen Kanal von der Willapa Bay nach Willapa City oberhalb von South Bend. Schiffe konnten nun Passagiere und Waren in größerem Umfang mitnehmen. Dies verstärkte insbesondere den Holzeinschlag. Besonders der Wiederaufbau San Franciscos nach dem Erdbeben von 1906 führte zu einem flächendeckenden Kahlschlag. South Bend hatte immerhin noch 3.000 Einwohner. Der Krabbenfang nahm erhebliche Ausmaße an. 1912 dominierte jedoch die Holzindustrie, die einen täglichen Ausstoß von einer Million Schindeln pro Tag erreichte. 1910–11 entstand ein neues Gerichtsgebäude. Dieses Pacific County Courthouse wurde in das National Register of Historic Places aufgenommen. 
Das Land der Eisenbahn stellte allerdings eine Hürde dar, denn so konnten sich keinen neuen Industrien ansiedeln. 1928 entstand der Port of Willapa Harbor zwischen Raymond und South Bend. Auch dies förderte den Abtransport großer Baumstämme. 1930 wurde Highway 101 eröffnet, der in diesem Abschnitt Aberdeen und Raymond-South Bend verband. Somit erhielt South Bend zugleich Zugang zu den Fähren über den Columbia River nach Astoria.

### Weltwirtschaftskrise
Ende 1929, nach dem Börsencrash, stellten die Sägemühlen schlagartig ihre Arbeit ein – erst im Sommer 1933 wurden die ersten wieder eröffnet. Nur noch County, die Schule und der Austernfang boten Beschäftigung. Mangels Geldumlauf druckte die South Bend Merchants' Association ihr eigenes Geld, was ein Jahr zuvor bereits Raymond's Commercial Club gewagt hatte. Das sogenannte hölzerne Geld (wooden money) konnte gegen die staatlichen Bezugsscheine eingetauscht werden. Im Februar 1934 brachte die South Bend Merchants' Association erneut Geld heraus, diesmal allerdings auf Papier gedruckt. Es löste sich, einmal nass geworden, allerdings schnell auf, und es war sehr brüchig.

### Ende des Holzeinschlags, Tourismus
1931 kaufte die Weyerhaeuser Timber Company mehrere Sägewerke. Sie arbeiteten so effizient, dass ein Ende der Wälder bereits in den 50er Jahren absehbar war. Die letzte Sägemühle in South Bend schloss 1953, womit die Austernindustrie die letzte Industrie des Ortes war. Der Import atlantischer Austern war ein Fehlschlag, dann kamen japanische (Crassostrea gigas), die man während des Krieges nicht mehr japanische, sondern Pazifische Austern nannte. Die ersten von ihnen waren bereits in den 20er Jahren eingeführt worden. Dazu trug erheblich bei, dass die Willapa Bay, im Gegensatz zu den meisten amerikanischen Buchten an der Pazifikküste, ausgesprochen sauberes Wasser bot. Diese Tatsache und die noch vorhandenen Wälder, zusammen mit einer reichen Vogelpopulation, lockten zunehmend Touristen in die Region. Der von der Audubon Society unterhaltene Birding Trail of Southwest Washington führt sie zum Helen Davis Park. Darüber hinaus wurde das Gleisbett der Northern Pacific renaturiert und bildet heute den Willapa Hills Trail.

## Söhne und Töchter der Stadt
- Milt Kleeb (1919–2015), Jazzmusiker, Arrangeur und Komponist